# Kale Lohen
Kale Lohen (9. maj 1865 – 20. november 1893) je bio norveški slikar i glumac.

## Biografija
Kale Lohen je rođen u Fabergu (danas Lilehamer), Opland, Norveška, kao sin Edvard Martin Lohena i Ane Elizabet Groting. Bio brat Arne Lohen, Einar Lohena i Hjalmar Lokena. Lohen je položio srednjoškolski ispit 1881. godine. Učio je kod Vilhelm von Hano i Knud Bergslien. Takođe je studirao sa Julius Midelthun u Kraljevskoj školi crtanja. Tokom 1883-1884. se obučavao kod Kristian Kroga i Fric Taulova na akademiji na otvorenom u Modumu. 1889. godine je bio učenik Leon Bonata u Parizu. Kale Lohen je debitovao na Jesenjoj izložbi 1883. godine.
Kao glumac je igrao Hamleta u Narodnom pozorištu, kao i Osvalda u norveškoj premijeri Duhova. Radio je i sa Tivoli i Karl Johan pozorištem u Oslu. Godine 1886. se oženio s glumicom Anom Brun, koja je umrla 1892. godine. Naredne godine je on izvršio samoubistvo u svojoj 28. godini. Njegova dela se nalaze u Nacionalnoj galeriji Norveške.

## Galerija
- Løchen, Selfportrait, 1885
- Fra Kongshavn bad (1882)
- Malerskolens atelier, Modum (1883)
- Cecilie Thoresen Krog (1885)

## Referenc
1. 1 2  Lerberg, Ellen J. „Kalle Løchen”.  Ур.: Helle, Knut. Norsk biografisk leksikon (на језику: Norwegian). Oslo: Kunnskapsforlaget. Приступљено 6. 6. 2014.
2. ↑  Godal, Anne Marit (ур.). „Kalle Løchen”. Store norske leksikon (на језику: Norwegian). Oslo: Norsk nettleksikon. Приступљено 6. 6. 2014.

## Drugi izvori
- Løchen, Rolf (1965) Kalle Løchen : en kunstner i "Bohèmetiden (Oslo: Aschehoug)

## Spoljašnje veze
- Kalle Løchen – sprengbegavet og latterliggjort

- Kale Lohen на веб-сајту  (језик: енглески)